# Portulaca oleracea subsp. sativa
Portulaca oleracea subsp. sativa é uma subespécie de planta com flor pertencente à família Portulacaceae. 
A autoridade científica da subespécie é (Haw.) Čelak., tendo sido publicada em Prodromus der Flora von Böhmen 484. 1875.

## Portugal
Trata-se de uma subespécie presente no território português, nomeadamente no Arquipélago da Madeira.
Em termos de naturalidade é introduzida na região atrás indicada.

## Protecção
Não se encontra protegida por legislação portuguesa ou da Comunidade Europeia.